# Коваленко Костянтин Степанович
Костянтин Степанович Коваленко (нар. 13 червня 1914, село Багатир Катеринославської губернії, тепер Великоновосілківського району Донецької області — 17 грудня 1971, загинув у автомобільній аварії) — український радянський компартійний та державний діяч, ректор Одеського політехнічного інституту; начальник ЦСУ при Раді Міністрів УРСР (1969—1971). Депутат Верховної Ради УРСР 5—6-го і 8-го скликань. Кандидат у члени ЦК КПУ в 1960—1966 р. Кандидат економічних наук, доцент.

## Біографія
Народився  13 червня 1914 року у селянській родині на Катеринославщині. У 1928 році закінчив середню школу і поступив у Бердянський педагогічний технікум, який закінчив у 1932 році.
У 1932—1933 роках — учитель середньої школи міста Маріуполя Донецької області. У 1933—1938 роках — студент                                     Київського політехнічного інституту, спеціальність «Двигуни внутрішнього згоряння».
У 1938—1940 роках — інженер-конструктор на Коломенському машинобудівному заводі імені Куйбишева; завідувач відділу, а потім секретар Коломенського міського комітету ВЛКСМ Московської області. У 1940—1941 роках — інженер-конструктор на Київському машинобудівному заводі № 225.
Під час німецько-радянської війни був евакуйований до Удмуртської АРСР. У 1941—1942 роках — інженер-конструктор, майстер, старший майстер, начальник цеху машинобудівного заводу в місті Іжевську Удмуртської АРСР.
Член ВКП(б) з 1942 року.
У 1942—1945 роках — на керівній комсомольській роботі: комсомольський організатор ЦК ВЛКСМ Іжевського машинобудівного заводу, інструктор ЦК ВЛКСМ.
У лютому 1945 — березні 1946 року — 1-й секретар Кіровоградського обласного комітету ЛКСМУ.
У березні 1946—1947 роках — завідувач організаційно-інструкторського відділу ЦК ЛКСМУ.
У 1947 — вересні 1950 року — секретар ЦК ЛКСМ України по кадрах.
У 1950—1953 роках — навчання в аспірантурі Академії суспільних наук при ЦК ВКП(б)—КПРС. У 1953 році захистив дисертацію і здобув науковий ступінь кандидата економічних наук. Згодом присвоєно вчене звання доцента.
У 1953 — січні 1954 року — консультант відділу пропаганди і агітації ЦК КПУ. У січні 1954 — січні 1958 року — заступник завідувача відділу пропаганди і агітації ЦК КПУ та секретар партійного комітету партійної організації при Секретаріаті ЦК КПУ.
11 січня 1958 — 10 січня 1963 року — 2-й секретар Одеського обласного комітету КПУ.
Одночасно з червня 1958 року — член Військової ради 48-ї повітряної армії.
У січні 1963 — грудні 1964 року — голова виконавчого комітету Одеської промислової обласної Ради депутатів трудящих.
4 грудня 1964 — 17 липня 1965 року — секретар Одеського обласного комітету КПУ.
У травні 1965 — 1969 року — ректор Одеського політехнічного інституту і завідувач кафедри організації виробництва та економіки промисловості.
У липні 1969 — 17 грудня 1971 року — начальник Центрального статистичного управління при Раді Міністрів УРСР.
Обирався депутатом Верховної Ради Української РСР, кандидатом у члени ЦК Компартії України.
Загинув в  автокатастрофі 17 грудня 1971 року.

## Наукова діяльність
Як науковець вивчав питання організації виробництва, економіки промисловості.

#### Праці
- Организация ремонта металлообрабатывающего оборудования / УкрНИИНТИ. - К., 1967. - 52 с.
- Экономические проблемы развития кузнечного производства / соавт.  И. П. Продиус. - К., 1969. - 86 с.
- Экономика производства деталей и узлов общемашиностроительного применения. - К. : Изд - во Киев. ун-та, 1968. - 72 с.
- Экономика и организация литейного производства.- О. : Маяк, 1968. - 90 с.

## Нагороди
- чотири ордени Трудового Червоного Прапора (1948, 1958, 17.06.1964, 1971)
- орден Знак Пошани (1948)
- Почесна Грамота Президії Верховної Ради Української РСР (23.09.1968)
- медалі.